# Otto Fried (Künstler)

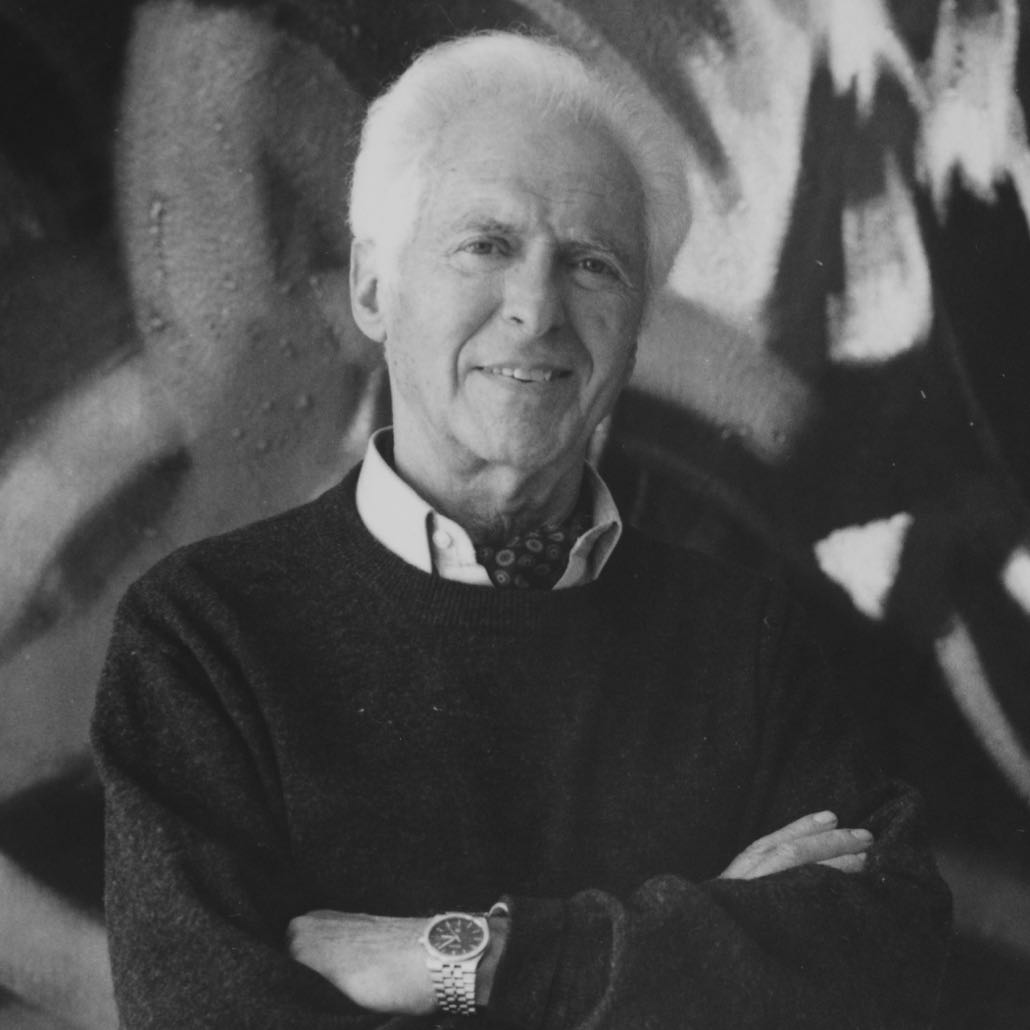
Otto Fried (1998)

Otto Siegmund Fried (geboren am 13. Dezember 1922 in Koblenz; gestorben am 31. Dezember 2020 in Meudon) war ein US-amerikanischer Künstler, der in New York und Paris lebte und arbeitete.
Otto Fried verstand sich vor allem als Maler; sein umfangreiches Werk besteht jedoch nicht nur aus Gemälden und Zeichnungen, sondern auch aus Skulpturen und anderen Objekten. Aus seinen frühen Landschaftsbildern, Stillleben und Porträts entwickelte er eine abstrakte Bild- und Formensprache, in der Kreisformen und -bewegungen bestimmend wurden. Arbeiten von Otto Fried befinden sich in zahlreichen privaten und öffentlichen Sammlungen, unter anderem im Musée nationale d’art moderne, Centre Georges-Pompidou in Paris, im Metropolitan Museum of Art und im Museum of Modern Art in New York.

## Leben

### 1922–1946
Otto Siegmund Fried wuchs in Horchheim bei Koblenz auf, wo sein aus Diez stammender Vater die Metzgerei der Familie seiner Frau weiterführte. Als das Leben im von den Nationalsozialisten regierten Deutschland zunehmend unsicher wurde, machten seine Eltern entfernte Verwandte in Portland (Oregon) ausfindig und schickten den 13-jährigen Otto in deren Obhut. Bevor der Vater, Robert Fried, und die Mutter Rebecca (Ricka) Fried, geborene Salomon, ihm mit ihrem älteren Sohn Ernst folgen konnten, verlor dieser 1937 in Folge antisemitischer Gewalt das Leben und der Vater wurde 1938 im KZ Buchenwald interniert. 1939 gelang den Eltern die Flucht in die USA. 1943 wurde Otto Fried dort zum Militärdienst eingezogen und in das Air Corps USAAF aufgenommen. Nach seinen Einsätzen in Indien, China, Burma und in der Karibik ermöglichte ihm die GI Bill 1946 sein Studium.

### 1946–1951
Vom Fach Biologie wechselte Otto Fried an den Fachbereich für Art and Architecture der University of Oregon in Eugene, wo er 1949 sein Studium abschloss. Sein Professor, Jack Wilkinson brachte ihn mit Fernand Léger in Kontakt. Nach einer Ausstellung von Künstlern des amerikanischen Nordwestens, in der Otto Fried seine Arbeit bereits neben Werken von Mark Tobey, Louis Bunce, Morris Graves, Kenneth Callahan, Carl Morris zeigen konnte, ging er nach Paris an die Académie de Montmartre, die Fernand Léger zusammen mit André Lhote führte, und arbeitete dort in Légers Atelier. In den zweieinhalb Jahren seines Parisaufenthalts nahm er am Salon d’Automne, am Salon de l’Armée und am Salon de Mai im Musée d’Art Moderne de la Ville de Paris sowie am Grand Cycle de Peinture in Deauville teil. Er gehörte auch zu den Schülern Légers, die an einer Gruppenausstellung teilnahmen, die in der Pariser Galerie Jeanne Bucher stattfand, die Künstler wie Georges Braque, Nicolas de Staël, Wassily Kandinsky, Otto Freundlich und Paul Klee vertrat. In der Pariser American Library hatte er seine erste Einzelausstellung. Zusammen mit dem Poeten und Philosophen Larry Margolis brachte Otto Fried einen Band mit dessen Texten und seinen Bildern heraus, der 1950 bei Somogy erschien.

### 1952–1961
In die Vereinigten Staaten zurückgekehrt, zog Otto Fried einer Hochschulposition in Oregon das Leben als freier Künstler in New York vor. Dort machte er die Bekanntschaft der Maler des Abstrakten Expressionismus, ohne sich jedoch an deren Arbeiten zu orientieren. Freundschaft schloss er vor allem mit Filmschaffenden und Musikern wie Chou Wen-chung, John Lowenthal, Gene Forrell und Mildred Forrell, und er ging eine erste Ehe ein, die wenige Jahre währte. Bei seinem Studienfreund, dem Bildhauer Kenneth Snelson, begegnete er R. Buckminster Fuller, und er kam mit dem Kunstsammler und späteren Museumsgründer Warren M. Robbins in Kontakt, der in den 1950er Jahren Leiter der amerikanischen Organisation für Kulturaustausch, U.S.I.S., und Kulturattaché der amerikanischen Botschaft in Bonn war. Warren verhalf Fried zu seinen ersten Ausstellungen in Deutschland – in Koblenz, Darmstadt und Tübingen; im Anschluss daran gingen Arbeiten Frieds auch nach Österreich, wo sie in einer Salzburger Galerie ausgestellt wurden. Bald folgten erste Ankäufe von Museen. So erwarb das Metropolitan Museum of Art 1960 und 1961 mehrere Monotypien von Fried. Vor allem mit seinen Arbeiten in dieser dort kaum verbreiteten, ein Unikat erzeugenden Drucktechnik wurde Fried in den USA bekannt.

### 1962–2020
Nach seiner Heirat mit Micheline Haardt, einer französischen Moderedakteurin, die später Führungspositionen in der Modebranche übernahm, zog das Paar 1962 nach Paris. Bis 2010 behielt er jedoch ein Atelier und eine Wohnung in New York, wo er jedes Jahr mehrere Monate verbrachte. In den USA wurden mehrfach neue Arbeiten von ihm in der Irving Gallery in Milwaukee, Wisconsin sowie in der Coe Kerr Gallery und bei Achim Moeller Fine Art in New York City gezeigt; in Portland, Oregon, war Neues von Otto Fried vor allem in der Fountain Gallery und der Laura Russo Gallery zu sehen. Die Pariser Galerien Gianna Sistu, Hector Brame und später Brame & Lorenceau zeigten in Frankreich entstandene Arbeiten.
Private Sammler, öffentliche Kunstsammlungen von Banken und anderen Großunternehmen in New York, Atlanta, Dallas, Seattle, San Francisco, Genf und Tokio und Museen kauften Werke von Otto Fried. Neben dem Metropolitan Museum of Art, dem MoMA und dem Centre Pompidou erwarben u. a. das Rose Art Museum in Massachusetts, die SUArt Galleries in New York State, das Indianapolis Museum of Art in Indiana sowie das Portland Art Museum und das Jordan Schnitzer Museum in Eugene, Oregon, und das Mittelrhein Museum in Koblenz Arbeiten von ihm.
Der Freundeskreis der Koblenzer Kunstmuseen kaufte 2020 eines von Frieds größten Gemälden für die Sammlung des Ludwig Museums im Deutschherrenhaus. Dieses Werk, Untitled (1998), war im Sommer desselben Jahres in der Otto Fried Ausstellung des Ludwig Museums zu sehen, deren Titel Heaven Can Wait – Heaven Can’t Wait auf den eines seiner Metallreliefs verweist. Diese Ausstellung war Otto Frieds letzte zu seinen Lebzeiten. Am 31. Dezember 2020, dreieinhalb Jahre nach dem Tod seiner Frau Micheline Fried, starb Otto Fried. An ihrer Seite wurde er auf dem Pariser Cimetière du Père-Lachaise (Division 89) beigesetzt. Im Juni und Juli 2024 fand in der Pariser Galerie Brame & Lorenceau eine "Hommage à Otto Fried" statt.

## Werk

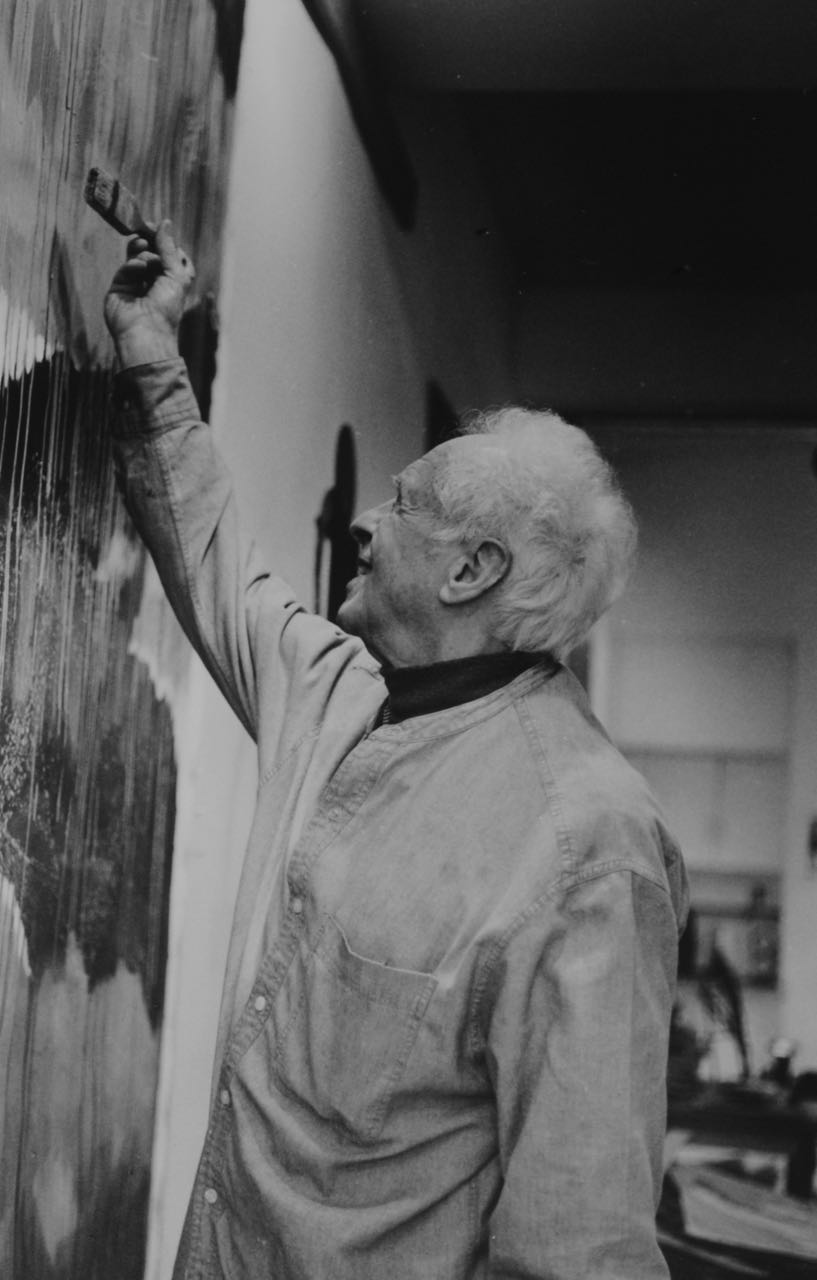
Otto Fried in seinem Atelier in Paris (2004)

Otto Frieds Faszination für Fauna und Flora, für Land und Wasser sowie für Erde und Weltall bestimmte sein Schaffen bis in sein Spätwerk: In Frieds Zeichnungen und Gemälden verbindet sich das Figürliche und Landschaftliche mit abstrakten Formen. Bei Fried – so formuliert es der Schweizer Kunsthistoriker und Kunstkritiker Pierre Courthion – „animiert das Lyrische die Geometrie“. Nach Auffassung des Kunstsammlers Paul Haim ziehen sich die Linien der bewaldeten Hügel und Küstenformationen Oregons durch viele von Frieds Bildern. Otto Frieds Arbeit war, wie es die Kunsthistorikerin und Galeristin Sylvie Brame ausdrückt, „ein ständiger Dialog mit der Natur“.
Die Technik der Monotypie, mit der Fried dem Zufall eine Rolle bei der Bildentstehung überließ, nutze er als Mittel der Abstraktion. Sie verwandelte Landschafts- und Pflanzensujets und gab diesen meist kleinformatigen Bildern eine eigenständige Natürlichkeit. In den 1970er-Jahren nutzte Fried Monotypien auch als Ausgangsmaterial für Collagen, in denen der Kreis zur Grundform wurde. Sein Interesse am Körper als Form deutete sich zum Beispiel bereits in den Bildern von Schweißern und Ruderern an. Prominenter tauchten Kreise dann in gemalten Stadt- und Strandszenen der 1950er-Jahre auf. In blau-weißen Seestücken vom Beginn der 1970er-Jahre verwandeln sich Boote und Segel auf der Leinwand in Kreise und Dreiecke. Die Kreise verselbständigen sich und rückten ins Zentrum des Spiels mit den Formen.
In den 1980er-Jahren wird das Malerische plastischer, Kreise werden zu Kugeln. Wie Himmelskörper schieben sie sich voreinander oder gewähren, sich öffnend, Einblick in ihren Kern. Frieds meist runde Reliefs der 1990er-Jahre, die er mit Metallfolien und Säure bearbeitete, wirken wiederum malerisch. Mit breitem Pinsel auf großen Leinwänden arbeitend löste er Ende der 1990er-Jahre die zum Teil wie gehämmert erscheinenden Kreisformen und dicht getupften Kugeln in großen kraftvollen Kreisschwüngen wieder auf. Im ersten Jahrzehnt des 21. Jahrhunderts kehrten Berg- und Küstenlandschaften in seine Bilder zurück. Fried nutzte den Kontrast von flächig aufgetragener und tropfender Ölfarbe und ließ so, wie schon in den Monotypien der 1960er-Jahre, dem Zufall neuen Raum. Die Abstraktion von der Landschaft lag dann in diesem narrativ und memorativ eingesetzten malerischen Mittel.
Otto Fried malte während seiner gesamten Schaffenszeit, außerdem zeichnete er – auch großformatig. Vor allem aus den 1980er und 1990er Jahren stammen Gebrauchsobjekte wie Teller aus Limoges-Porzellan, Trinkgefäße aus Murano-Glas und Teppiche, die er entworfen hat und die in der südfranzösischen Manufaktur Cogolin gefertigt wurden. Zusammen mit dem Schmied Jean Prévost arbeitete er an kleineren und größeren Metallplastiken und an Objekten aus Metall – vom Kaminbesteck über Möbel bis zu Esprit de la Foret (1994), einem drei Meter hohen Springbrunnen aus Eisen, der sich in dem von Paul Haim und Jeanette Leroy Haim gegründeten Skulpturenpark La petite escalère im Südwesten Frankreichs befindet.

## Rezeption
Otto Frieds Malerei wurde in der Nachfolge von William Turner gesehen. Seine Gemälde wurden mit Arbeiten von Alexander Rodschenko, Robert Delaunay und Yves Klein verglichen. Speziell mit dem Blick auf eine Serie von Malerei auf Papier, das auf Leinwand aufgebracht wurde, die 1990 in Paris ausgestellt war, fand man Parallelen zu Jim Dines Color Chart Paintings, Gerhard Richters Farbtafeln, dem Abstract Painting von Ad Reinhardts und Jasper Johns’ Alphabet Paintings.
Während sich die meisten größeren Ausstellungen in Museen und Galerien – wie die Ausstellungen im Mittelrhein Museum (1978) und in der Fuji Gallery in Tokio (1985) – auf Otto Frieds Malerei konzentrierten, widmeten einige Ausstellungen seinen Zeichnungen und dreidimensionalen Arbeiten besondere Aufmerksamkeit: Achim Moeller zeigte 1991 Frieds Metallreliefs, während die Denis Cadé Gallery 1999 seine vor den Metallarbeiten entstandenen Papierreliefs ausstellte, und in der Galerie Brame & Lorenceau waren 1997 Sculptures et Dessins und 2001 Meubles et Objets von Otto Fried zu sehen. Die Museumsausstellungen in Portland, Oregon (1999) und in Koblenz (2020) präsentierten sowohl Gemälde als auch Zeichnungen und Skulpturen. 
Das Buch Otto Fried. Meubles et Objets von Yvonne Brunhammer, der früheren Direktorin des Musée des Arts Décoratifs, thematisiert Otto Frieds Umgang mit Glas, Porzellan, Holz und Metall, seine Entwürfe und deren Realisation, und es katalogisiert umfassend Frieds Arbeiten im Bereich des Design. Diese Veröffentlichung, die Monographie Otto Fried mit einem Essay von Thomas West und der von der Direktorin des Ludwig Museums Koblenz, Beate Reifenscheid, herausgegebene Sammelband und Katalog der von ihr kuratierten Ausstellung geben eine Einführung in die unterschiedlichen Facetten von Otto Frieds Werk.
Texte zu Frieds einzelnen Arbeiten und Ausstellungen finden sich unter anderem – in chronologischer Ordnung – in den Zeitschriften Revue Moderne, Arts Magazine, Pictures on Exhibition, Art News, Arts, La pensée française, Les Arts, Encore Magazine, Antiques & Art Weekly, Beaux Arts, L’Oeil, Cimaise und kunst:art. Ausstellungsrezensionen erschienen außerdem sowohl in lokalen oder regionalen Zeitungen als auch in Zeitungen mit überregionaler Leserschaft wie International Herald Tribune, The New York Times, The Boston Globe, Le Monde, Le Figaro, The Japan Times, sowie in der Jüdischen Allgemeinen.

## Einzelausstellungen (Auswahl)
- American Library, Paris, 1951
- Reed College Gallery, Portland, Oregon, 1952
- University of Oregon, Eugene, Oregon, 1953
- The Oregon Journal Lobby, Portland, Oregon, 1952
- Wellons Gallery, New York, 1956
- U.S.I.S. Deutschherrenhaus Koblenz, 1958
- U.S.I.S. Kunstgewerbeschule Tübingen, 1959
- U.S.I.S. German American Cultural Institute Darmstadt 1960
- Welser Galerie, Salzburg 1960
- Leger Gallery, White Plains, New York, 1961
- Arlan Gallery, Pittsburgh, Pennsylvania, 1961
- Oshkosh Museum, Wisconsin, 1961
- Revel Gallery, New York, 1963
- Galerie Vendome, Pittsburgh, Pennsylvania, 1964
- Galerie Hector Brame, Paris, 1964, 1968, 1969
- Byron Gallery, New York, 1966
- The Fountain Gallery, Portland, Oregon, 1968, 1973, 1979, 1982
- Museum of Art, University of Oregon, Eugene (heute: Jordan Schnitzer Museum), 1968
- Irving Gallery, Milwaukee, Wisconsin, 1969
- Coe Kerr Gallery, New York, 1973, 1975
- Galerie des Grands Augustins, Paris, 1977
- Mittelrhein Museum, Koblenz, 1978
- Fuji TV Gallery, Tokio, 1979, 1985
- Galerie Valmy, Paris, 1980
- The Washington Design Center, Washington D.C., 1983
- Galerie Gianna Sistu, Paris, 1987, 1990
- Foster/White Gallery, Seattle, Washington, 1989
- Achim Moeller Fine Art, New York, 1991, 1995
- Laura Russo Gallery, Portland, Oregon, 1993, 1999
- Galerie Brame & Lorenceau, Paris, 1997, 2002, 2006
- Portland Museum of Art, Portland, Oregon, 1999
- Denise Café Gallery, New York, 1999
- Ludwig Museum, Koblenz, 2020

## Sammlungen (Auswahl)

### Museen
- Musée national d’art moderne, Centre Georges Pompidou, Paris.
- Museum of Modern Art, New York.
- Metropolitan Museum of Art, New York.
- Rose Art Museum, Brandeis University, Waltham, Massachusetts.
- Portland Art Museum, Portland, Oregon.
- STUArt Galleries, Syracuse, New York.
- Jordan Schnitzer Museum of Art, University of Oregon, Eugene, Oregon.
- Indianapolis Museum of Art, IMA Galleries, Newfieds, Indianapolis, Indiana.
- Mittelrhein-Museum Koblenz.
- Ludwig Museum Koblenz.

### Weitere öffentliche Kunstsammlungen
- Continental Grain Cooperation, (heute: ContiGroup Companies), New York City.
- Goldman Sachs & Co, New York City.
- Rainier Corporation (heute: Rainier Industries), Seattle, Washington
- Seattle Telephone Co., Seattle, Washington.
- N.E.C., (heute: NEC Corporation of America), San Francisco, California.
- Georgia Pacific Corporation (heute: Georgia Pacific), Atlanta, Georgia.
- Merrill Lynch, Portland, Oregon.
- Bank of California, Portland, Oregon.
- Far West Federal Bank, Portland, Oregon.
- Haseltine Collection, Portland, Oregon.
- United States Bank of Oregon.
- Willamette Industries, Portland, Oregon.
- Hoffman Construction Co., Portland, Oregon.
- First National Bank of Oregon (heute: First Interstate Bank of Oregon), Portland, Oregon.
- Pacific Power and Light, San Francisco, California (heute: Portland, Oregon).
- Fuji Mic Computer, Inc., (heute: Fujitsu Ltd.), Tokio.
- Nippon Broadcasting System, Inc., Tokio.
- Frana, Co. Geneva (heute: Socotab Frana SA), Genf.
- Coopers & Lybrand, San Francisco (heute: Pricewaterhouse Coopers International, London).
- Hans & Elsbeth Juda Collection, London.
- Collection of Terry and Jean de Gunzburg, Paris und London.
- Guerlain Collection, (heute: Fondation d'art contemporain Daniel et Florence Guerlain), Paris.
- Collection of Paul and Jeannette Haim, Paris (heute geleitet von Dominique Haim, Straßburg).

Weitere private und korporative Sammlungen mit Werken Otto Frieds sind inzwischen aufgelöst bzw. ganz oder teilweise von anderen Personen, Korporationen oder Institutionen übernommen worden.